# Gamochaeta simplicicaulis
Gamochaeta simplicicaulis là một loài thực vật có hoa trong họ Cúc. Loài này được (Willd. ex Spreng.) Cabrera mô tả khoa học đầu tiên năm 1961.